# 長島充
長島 充（ながしま みつる、1959年- ）は、日本の画家、版画家。

## 来歴
画家、版画家、自然・野鳥観察者。神話や伝説を題材とし、動物を擬人化した幻想的画風で、銅版画、木版画、木口木版画、テンペラ、ドローイング等、多様な技法で作品展開をしている。また、幼少期より昆虫少年であり生き物好き、1976年、市川高等学校時代から東京湾周辺でバードウォッチングを始める。1998年頃からは『日本の野鳥』と題したシリーズの制作を開始。銅版画、木版画、木口木版画など様々な版画技法による自ら『野鳥版画』と名付けた作品の制作活動、発表を続けている。
1959年、千葉県市川市生まれ。1978年 市川学園高等学校卒業（千葉 市川市） 1977年～1981年 すいどーばた美術学院で素描と油彩画を学ぶ（東京 豊島区目白） 1981年 創形美術学校・版画科に入学、銅版画を堀井英男、吉岡弘明、木版画を船坂芳助、木口木版画を日和崎尊夫から学ぶ。（東京　国立市）1984年 創形美術学校・版画科卒業（卒業制作・一席 個展賞）。1985年 創形美術学校・研究科版画課程修了 (堀井英男ゼミナール)。以後、東京を中心に千葉、横浜、鎌倉、静岡、名古屋、大阪、京都、神戸、岡山、新潟、青森、秋田、高知、福岡、長崎等各地の美術館、ミュージアム、画廊、デパート等で企画による個展・グループ展を開催。国際版画展、国際交流展、多数出品。
現在、一般社団法人　日本版画協会会員、一般社団法人 日本美術家連盟会員 公益財団法人 日本野鳥の会会員 NPO法人 バードリサーチ会員
<主な展覧会出品歴>
・1984年～：日本版画協会展（東京都美術館 以後毎年出品）
・1984年：全国大学版画展（東京）神奈川国際版画アンデパンダン展（横浜）
・1985年：銅版画による初個展（東京 ギャラリー・ポエム）
・1986年：空間国際ミニアチュール版画大賞展（韓国）
・1990年：版画期待の新人作家大賞展（東京）
・1990年～1992年：国画会展版画部出品（東京都美術館）
・1991年～1994年：ストリートギャラリー in いせさき展（群馬県 伊勢崎市）
・1992年～1999年：国際版画交流協会に入会 以後、韓国、ベルギー、アメリカ、カナダ、タイ、チェコ、リトアニア、アルゼンチン、台湾の版画家たちとの国際版画交流展に参加出品する。
・1993年：マーストリヒト国際版画ビエンナーレ展（オランダ）中華民国国際版画・素描ビエンナーレ展（台湾）
・1994年～1995年：インターグラフィア国際版画賞受賞者展（ポーランド、スウェーデン、スロバキア巡回展）
・1994年： カダケス国際ミニプリント展（スペイン）日本の版画10人展（イタリア）テンプラス国際美術展（ロシア）ソウル国際版画ビエンナーレ展（韓国）佐倉・房総ゆかりの作家たち展（千葉 佐倉市立美術館）
・1995年：現代日本版画展（ベルギー、招待出品）カプラム国際銅版画ビエンナーレ展（ポーランド）リュブリアナ国際版画ビエンナーレ展（スロベニア）版画による日本の美術展（ポーランド）
・1996年：フレヘン国際版画トリエンナーレ展（ドイツ）イビザ国際版画ビエンナーレ展（スペイン）ソウル国際版画ビエンナーレ展（韓国）
・1997年：グレンヘン国際版画トリエンナーレ展（スイス、招待出品）リュブリアナ国際版画ビエンナーレ展（スロベニア）クラコウ国際版画トリエンナーレ展（ポーランド）ビトラ国際版画トリエンナーレ展（マケドニア共和国）中華民国国際版画・素描ビエンナーレ展（台湾） カプラム国際銅版画ビエンナーレ展（ポーランド）4th Block 国際版画・ポスタートリエンナーレ展（ウクライナ）CWAJ現代版画展（東京アメリカンクラブ） 
・1998年：カリニングラード国際版画ビエンナーレ10年祭・日本現代版画展（ロシア）タリン国際版画トリエンナーレ展（エストニア）イビザ国際版画ビエンナーレ展（スペイン）国際扇面展（東京 ギャラリーSENNAN 京都 京都伝統産業ふれあい館） 
・1998年～1999年：クラコウ国際版画トリエンナーレ巡回展（ポーランド、ドイツ、オーストリア、ブラジルの各都市）
・1999年：ノルウェー国際版画トリエンナーレ展（ノルウェー、招待出品）リュブリアナ国際版画ビエンナーレ展（スロベニア、美術評論家 金澤毅コミショッナー推薦により日本代表として国別展示、招待出品）カプラム国際銅版画ビエンナーレ展（ポーランド）ツヅラ国際肖像画ビエンナーレ展（ボスニア・ヘルツェゴビナ）ストリートギャラリー展（静岡県 三島市）CWAJ 現代版画展（東京アメリカンクラブ） 国際コンテンポラリー・アート・フェスティバル NiCAF'99 (東京国際フォーラム)　
・2000年：イギリス国際ミニアチュール版画展（ロンドン、イギリス）インターグラフィア国際版画賞受賞者展（ポーランド）East meet West 国際版画展（ポーランド）イビザ国際版画ビエンナーレ展（スペイン） ドローイングによる初個展『新博物誌』（東京 青木画廊）この頃より写実的な野鳥版画作品の制作を始める。 　
・2000年～2001年：文化庁主催・現代美術選抜展（国内巡回展）
・2001年：Triennial 100 Cities 2001-2003 国際版画展（ヨーロッパ他 各都市巡回展）三浦美術館絵画大賞展（愛媛 ミウラートヴィレッジ）中華民国国際版画・素描ビエンナーレ展・10回記念展（台湾、招待出品）国際コンテンポラリー・アート・フェスティバル NiCAF'2001 (東京国際フォーラム)
・2002年：KIPAF2022・韓国国際版画芸術祭（韓国、招待出品）
・2003年：日和崎尊夫と日本の木口木版画作家展（高知 星ヶ丘アートヴィレッジ）CWAJ現代版画展（東京アメリカンクラブ）インターグラフィア国際版画賞受賞者展（ポーランド）CWAJ現代版画展 (東京アメリカンクラブ) 国際コンテンポラリー・アート・フェスティバルNiCAF'2003(東京国際フォーラム)
・2004年：台日蔵書表票交流展（台湾）現代版画・技法と表現展（富山 黒部市美術館）銅版画・技法と表現展（千葉 佐倉市立美術館）台湾国際ミニチュア版画展（台湾）ブラティスラヴァ国際蔵書票トリエンナーレ展（オーストリア、スロバキア巡回展）イギリス木口木版画家協会展（海外部門出品 イギリス）三戸町所蔵現代版画作品展（青森 三戸町歴史民俗資料館）
・2005年：500 Cats Exhibition (イギリス各都市巡回展) 版画作家による年賀状展（新潟 佐渡版画村美術館）特別企画展「現代の版画Ⅳ・刻の力」展（広島 東広島市立美術館）第50回記念CWAJ現代版画展（東京アメリカンクラブ）イギリス木口木版画家協会展（海外部門出品 イギリス）山本鼎版画大賞トリエンナーレ展（長野 上田市山本鼎記念館）
・2006年：イギリス木口木版画家協会展（海外部門出品 ロンドン他、イギリス）ビトラ国際版画トリエンナーレ展（マケドニア共和国）原画と版画による谷津干潟と東京湾の野鳥たち展（千葉 国設鳥獣保護区・谷津干潟自然観察センター）木口木版画展・イギリスと日本Ⅲ(東京)
・2007年：（社）日本美術家連盟会員となる。木口木版画展・イギリスと日本Ⅳ - 光と影の世界展 -（東京）On the Cutting Edge Contemporary Japanese Prints （アメリカ合衆国議会図書館 ワシントンD.C  U.S.A）幻想の芸術展（東京 道玄坂ギャラリー）
・2008年：国際的映画監督アンジェイ・ワイダ氏設立の国立クラコウ日本美術技術館に木版画作品4点が収蔵される。（ポーランド）幻想の芸術展－東京（東京 世田谷美術館）環太平洋国際版画ビエンナーレ展（ニュージーランド）台湾国際ミニチュア版画展 (台湾、招待出品) 幻想の芸術展－京都（同時代ギャラリー 京都）絵画による初個展『神話と伝説』（東京 青木画廊）
・2009年：ビトラ国際版画トリエンナーレ展（マケドニア共和国）幻想の芸術展-巴里（エスパスキュルチュレル・ベルタン・ポワレ  パリ市 フランス）
・2010年：第78回版画展（京都市美術館 京都）日本版画主題館展 （台湾 国立台湾美術館） 環太平洋国際版画ビエンナーレ展（ニュージーランド）個展「神話・伝説・博物誌」展（千葉 川村記念美術館付属ギャラリー）個展「野鳥版画展」 (千葉 国設鳥獣保護区 谷津干潟自然観察センター)
・2011年：ヴァルナ国際版画ビエンナーレ展（ブルガリア）「市川市ゆかりの作家たち展 - 長島充 版画展・日本の野鳥」（千葉 市川市市民談話室ギャラリー）Pacific Rim Meets Istanbul　(トルコ イスタンブール)
・2013年：「森から生まれた作品展 2013 - Forest Print ＆ Craft -」(北海道 札幌芸術の森工芸館)  個展「日本の野鳥 / 長島充 版画展」（新潟 ビュー福島潟）GLOVAL PRINT 2013（招待出品 ポルトガル）
・2014年：ドォーロ国際版画ビエンナーレ展（ポルトガル）
・2014年 - 2015年：イギリス木口木版画家協会展・日本の木口木版画（イギリス、ロンドン～オックスフォード他、巡回展）
・2015年：「美術館のどうぶつたち展」（千葉 佐倉市立美術館） 「きるものをみる展」（福岡 福岡市美術館 日本画工芸室） 「ミテ・ハナソウ展」（千葉 佐倉市立美術館） 「版画の断層 3 全国大学版画展・第9回受賞者展」（山形 東北芸術工科大学 本館ギャラリー） 「どうぶつだらけ 版画の中の動物たち展」（長野 須坂版画美術館）
・2017年：「青木画廊クロニクル展～開廊55周年記念本出版記念展」（東京 青木画廊） 「身体表現 / リズム / 記憶展」（富山 黒部市美術館） 「LTAP・リトルターン・アート・プロジェクト展」（千葉 我孫子市 J.B.F 会場  東京 大田区民センター）  個展「長島充 野鳥版画展 / 日本の野鳥 in 谷津干潟展」（千葉 国設鳥獣保護区 谷津干潟自然観察センター） 第4回「版と表現展 - 木口木版画の世界 -」(横浜 岩崎ミュージアム)  
・2018年：個展 長島充 野鳥版画展『日本の野鳥 in ECOM駿河台』（東京 三井住友海上の自然環境コミュニケーション・スペースでの個展）個展『長島充 版画展 1984-2018』(千葉 私設・房総郷土美術館)  新作絵画個展『聖獣・幻鳥伝説』（東京 青木画廊）  
・：2019年：美術館個展『市川市ゆかりの作家たち・長島充 展』（千葉 芳澤ガーデン・ギャラリー 絵画・版画作品 約60点を展示）  
・2020年：第5回 「版と表現展 - 木口木版画の世界 -」（横浜 岩崎ミュージアム）  
・2020年～2022年：新型コロナウイルス感染拡大の影響により、予定されていた多くの企画による個展・グループ展等が無期延期、及び中止となる。  
・2021年：青木画廊開廊60周年記念『精筆の画家』展（東京 青木画廊）  
・2022年：第６回「版と表現 - 次世代による木口木版画の世界 -」（横浜 岩崎ミュージアム）JAWLAS 日本ワイルド・アート協会展（東京 目黒区美術館 区民ギャラリー）個展 長島充 野鳥版画展『日本の野鳥 in 駿河台 2022』(東京 ECOM駿河台)  
・2023年：「世界アルバトロス・デー・イベント」展 (東京都立 東京港野鳥公園ネイチャー・センター)  第90回記念版画展（東京都美術館）個展 長島充 野鳥版画展『日本の野鳥 in 横浜 - はじめに観察ありき -』(横浜 岩崎ミュージアム 美術館規模の会場で版画作品83点を展示)    
・2024年〜2025年：「版画の魅力」展 - 草間彌生を中心に - (沖縄 佐喜眞美術館)    
・2024年〜2025年：千葉県ヤクルト販売 ㈱ 新社屋エントランス・モザイク壁画2点『輝・Sparkle』『集・Gathering』の企画及び原画を制作する。 自然石モザイク壁画制作 富永泰雄 美術工房（千葉県 習志野市）    
　＜主な公開制作、講演、ワークショップ、出演、 etc.＞
・2004年：『色彩銅版画、製版と印刷』（青森 三戸町立現代版画研究所）　『銅版画の魅力 / 刷りと表現、印刷の公開制作と展示作品解説』（東京 町田市立国際版画美術館）  
・2010年：『ワークショップ / ドライポイント版画・干潟の野鳥を彫ろう』（千葉 国設鳥獣保護区 谷津干潟自然観察センター）  
・2011年：『南桂子 展 - 生誕100年 - 』関連イベント・ワークショップ『銅版画でオリジナル・カードを作ってみよう』（千葉 佐倉市立美術館）  
・2012年：『水から生まれる絵 - 堀井英雄の版画と水彩 - 展 』関連イベント・実技講座『水彩画 幻視～夢・イメージを描く』（茨城県水戸市 茨城県近代美術館）　横浜市民ギャラリーあざみ野アトリエ・市民のためのプログラム『木口木版画の魅力』（横浜 横浜市民ギャラリーあざみ野）『ライヴ・プリンティング / カム・バック・グース』JBF ジャパン・バード・フェスティバル2012 イベント会場特設ステージでの大判木版画の印刷実演とトーク・ショー（千葉県我孫子市 手賀沼親水広場）  
・2013年：『福島潟 子ども版画教室』版画の実演ワークショップと福島潟で観察される野鳥をテーマにハガキ大の版画を制作（新潟 水の駅ビュー福島潟）  
・2017年：消しゴム版画ワークショップ『干潟の生き物を彫ろう』（千葉 国設鳥獣保護区 谷津干潟自然観察センター）  
・2018：『木版画の神様 平塚運一展』関連イベント・スペシャル講座『小さな木版画 - 木口木版画の魅力』技法解説と彫版、印刷の実演（千葉 千葉市美術館）  
・2019年：市川市ゆかりの作家展『長島充 展 - 現実と幻想の狭間で -』関連イベント『ライヴ・プリンティング / 銅版画・木口木版画』技法解説と印刷の実演（千葉 市川市芳澤ガーデン・ギャラリー）  
・2022年:『長島充 野鳥版画展 in 駿河台2022』関連イベント『ギャラリートーク / 版画家と自然保護活動家が語る雁ものがたり』(東京 ECOM駿河台）      
・2023年：FMラジオ番組『J-WAVE SONAR MUSIC -特集・鳥好きによる鳥ソング研究所 -』に野鳥の声の解説者としてゲスト出演する。『版画の学校 / 木口木版画』木口木版画の彫版、印刷の実演と制作指導 (石川県 金沢湯涌創作の森 版画工房)      
・2024年：『トモエガモ国際シンポジウム 2024』に日本、韓国、ロシアの鳥類学者、鳥類研究者と共にプレゼンテーターの1人として参加、発表。（ZOOMによるオンライン）　『深沢幸雄 展 / 彫版に依って歌う詩人』関連イベント『ドライポイント版画でオリジナル・カードを作ろう！ 』(千葉 佐倉市立美術館)　企画展『山階芳麿博士の作った図鑑 / 日本の鳥類と其の生態ができるまで』関連イベント『もう一つの木版画 木口木版画・西洋と日本の歴史と技法 / 木口木版画の講演と実演』(千葉 我孫子市 鳥の博物館)　      
・2025年：講演と実演『山階図鑑で使われた」もう一つの木版画』山階芳麿博士著の「日本の鳥類と其の生態」の解説、東西の木口木版画の歴史と技法の解説と木口木版画の彫りと摺りの実演（東京都品川区 小山台会館）      

## 受賞歴
- 1984年 全国大学版画展 買い上げ保存賞（東京）
- 1992年 ミヤコ版画賞展 スポンサー賞（兵庫）
- 1993年 中華民国国際版画・素描ビエンナーレ展 版画部門銀賞（R.O.C　台湾）
- 1994年 ミヤコ版画賞展 スポンサー賞（兵庫）
- 1995年 カプラム国際銅版画ビエンナーレ展 名誉メダル賞（ポーランド）
- 1997年 カプラム国際銅版画ビエンナーレ展 名誉メダル賞、二度目の受賞 (ポーランド)
- 2000年 第68回日本版画協会展 準会員最高賞 会員推挙（東京）
- 2000年 イビザ国際版画ビエンナーレ展 最高賞（スペイン）
- 2010年 環太平洋国際版画ビエンナーレ展 特別賞 (ニュージーランド） 等。

## 収蔵先 / パブリック・コレクション
国立台湾美術館（台湾）、国立台湾師範大学美術館（台湾）、ウェジモン文化センター（ベルギー）、国立リュブリアナ国際版画美術館（スロベニア）、国立ルビン銅版画美術館（ポーランド）、国立クラコウ日本美術技術館（ポーランド）、イビザ現代美術館（スペイン）、ブリストル市美術館(イギリス）、フレドリクスタード美術館（ノルウェー）、ペトロザボーツク美術協会（ロシア）、カリニングラード美術館（ロシア）、ノヴォシビルスク美術館（ロシア）、4th Block美術館（ウクライナ）、ブラティスラヴァ市美術館（スロバキア）、ドォーロ美術館（ポルトガル）、ヴァルナ版画美術館（ブルガリア）、ロサンゼルス・カウンティ美術館　日本美術コレクション（アメリカ合衆国）、アメリカ合衆国議会図書館（アメリカ合衆国、ワシントンD.C）、町田市立国際版画美術館、佐倉市立美術館、須坂版画美術館、佐喜眞美術館、黒部市美術館、福岡市立美術館等、国内外35の美術館に版画作品が収蔵されている。その他、私設美術館、個人コレクション多数。